# 锈毛梣
锈毛梣（学名：Fraxinus ferruginea）是木犀科梣属的植物，是中国的特有植物。分布在中国大陆的西藏、云南、贵州等地，生长于海拔1,300米至1,800米的地区，一般生于山坡次生杂木林中，目前尚未由人工引种栽培。

## 别名
锈毛白蜡树（云南种子植物名录）